# Manuel Prado
Manuel Prado (Buenos Aires, 8 de julio de 1863 - Rosario, 7 de mayo de 1932) fue un militar y escritor argentino, conocido por sus obras “Guerra al malón” y “La conquista de la pampa”.

## Biografía
A los 11 años de edad ingresó al Colegio Militar de Buenos Aires, y ya en 1877 pasó a formar parte efectiva del Ejército Argentino. Iniciada, ese mismo año, la Conquista del desierto ideada por Julio Argentino Roca, se incorporó al Tercer Regimiento de Caballería y participó de los ataques dirigidos por Conrado Villegas desde Trenque Lauquen hasta Choele Choel (1879).
En 1883 se retiró durante un año del ejército. Fue ascendiendo hasta alcanzar el grado de teniente coronel y llegó a ocupar algunos cargos en la Junta Superior de Guerra y en el Estado Mayor.
Desde 1891 escribió algunos artículo que se publicaron en los periódicos “La Nación”, “El Diario” y “El Tribuno”. Tras más de 21 años de servicio militar se le concedió su retiro en 1899.
En 1907 publicó su libro “Guerra al malón”.
Falleció en Rosario, el 7 de mayo de 1932.